# Единбург (аеропорт)
Аеропорт Единбург (шотл. Edinburgh Airport, англ. Edinburgh Airport, шотл. гел. Port-adhair Dhùn Èideann) (IATA: EDI, ICAO: EGPH) — міжнародний аеропорт, розташований за 9,3 км від центру міста Единбург, Шотландія.

## Термінали

### Пасажирський термінал
Зал обладнаний великою кількістю звичайних сидінь і пропонує пасажирам деякі платні послуги —— їдальня, інтернет, туалет, преса, камера зберігання для ручної поклажі, можливість зняти в банкоматі готівку.

### VIP-термінал
VIP-зал, має в своєму розпорядженні спальні номери з підвищеним рівнем комфорту, з системою клімат-контролю, плазмовим телевізором, душовою тощо. Термінал має ресторан, кінотеатр та більярд.

## Авіалінії та напрямки, лютий 2021

### Пасажирські
| Авіакомпанія          | Пункт призначення |
| --------------------- | --- |
| Aegean Airlines       | Сезонний: Афіни |
| Aer Lingus Regional   | Белфаст-Сіті, Корк, Дублін, Шаннон |
| Air Canada Rouge      | Сезонний: Торонто–Пірсон (з 5 червня 2021) |
| Air France            | Париж–Шарль де Голль |
| American Airlines     | Сезонний: Філадельфія |
| Atlantic Airways      | Сезонний: Вагар |
| Austrian Airlines     | Сезонний чартер: Інсбрук |
| BH Air                | Сезонний чартер: Бургас |
| British Airways       | Лондон-Сіті, Лондон–Хітроу Сезонний: Флоренція, Пальма-де-Мальорка, Саутгемптон (з 14 травня 2021) |
| Brussels Airlines     | Брюссель |
| Delta Air Lines       | New York–JFK Сезонний: Бостон |
| easyJet               | Аліканте, Амстердам, Базель-Мюлуз, Белфаст, Берлін, Бірмінгем, Бристоль, Копенгаген, Женева, Гамбург, Краків, Лісабон, Лондон–Гатвік, Лондон–Лутон, Лондон–Станстед, Ліон, Мадрид, Мілан–Мальпенса, Мюнхен, Неаполь, Пафос, Париж–Шарль де Голль, Прага, Рейк'явік, Тенерифе-Південний, Венеція Сезонний: Афіни, Бодрум, Даламан, Дубровник, Фуертевентура, Гібралтар (з 4 травня 2021), Гренобль, Іракліон, Джерсі (з 4 червня 2021),, Лансароте, Ніцца, Пальма-де-Мальорка |
| Edelweiss Air         | Цюрих |
| Eurowings             | Кельн/Бонн, Дюссельдорф |
| Finnair               | Гельсінкі |
| Iberia Express        | Сезонний: Мадрид |
| Jet2.com              | Аліканте, Анталія, Фуертевентура, Мадейра, Гран-Канарія, Лансароте, Малага, Тенерифе-Південний Сезонний: Бодрум, Бургас, Корфу, Даламан, Дубровник, Фару, Женева, Жирона, Іракліон, Ібіца, Ізмір (з 28 травня 2022),, Кефалонія, Кос, Ларнака, Менорка, Неаполь (з 28 травня 2022),, Пальма-де-Мальорка, Пафос, Превеза (з 29 травня 2022),, Реус, Родос, Зальцбург, Санторіні (з 26 травня 2022),, Скіатос (з 27 травня 2022), Спліт, Салоніки (з 26 травня 2022),, Турин, Верона, Закінф |
| KLM                   | Амстердам |
| Loganair              | Ексетер, Острів Мен (з 2 квітня 2021),, Керкволл, Норвіч (з 6 вересня 2021),, Саутгемптон, Ставангер, Сторновей, Самборо Сезонний: Берген, Корнуолл |
| Lufthansa             | Франкфурт, Мюнхен |
| Norwegian Air Shuttle | Копенгаген, Осло–Гардермуен, Стокгольм–Арланда |
| Qatar Airways         | Доха |
| Ryanair               | Аліканте, Барселона, Бергамо, Берлін, Біллунн, Болонья, Братислава, Бухарест, Будапешт, Бидгощ, Брюссель-Шарлеруа, Копенгаген, Дублін, Ейндговен, Фару, Фуертевентура, Гданськ, Гран-Канарія, Гетеборг, Гамбург, Катовиці, Каунас, Краків, Лансароте, Лісабон, Лондон–Станстед, Люксембург, Малага, Мальта, Марсель, Нант, Неаполь (з 30 березня 2021),, Познань, Прага, Рига, Рим-Чіампіно, Сантандер, Севілья, Софія, Тенерифе-Південний, Тулуза, Тревізо, Валенсія, Відень, Варшава–Модлін, Вроцлав Сезонний: Безьє, Бордо, Каркассонн, Корфу, Жирона (з 3 червня 2021),, Ібіца, Карлсруе/Баден-Баден, Пальма-де-Мальорка, Піза, Порту, Стокгольм–Скавста, Веце |
| Scandinavian Airlines | Стокгольм–Арланда Сезонний: Осло–Гардермуен |
| Transavia France      | Роттердам Сезонний: Париж–Орлі |
| TUI Airways           | Тенерифе-Південний Сезонний: Бургас, Канкун, Корфу, Даламан, Лансароте, Ларнака, Малага, Орландо-Мельбурн (з 15 червня 2022),, Менорка, Орландо-Санфорд (завершення 22 липня 2021),, Пальма-де-Мальорка, Пафос, Сезонний чартер: Шамбері, Інсбрук, Тулуза |
| Turkish Airlines      | Стамбул |
| United Airlines       | Ньюарк Сезонний: Чикаго–О'Хара, Вашингтон–Даллес |
| Vueling               | Барселона |
| Wizz Air              | Бухарест, Будапешт, Гданськ, Варшава–Шопен |

### Вантажні
| Авіакомпанія         | Пункт призначення                                     |
| -------------------- | ----------------------------------------------------- |
| ASL Airlines Belgium | Льєж                                                  |
| DHL Aviation         | Східний Мідландс, Лейпциг/Галле                       |
| Royal Mail           | Абердін, Східний Мідландс, Інвернесс, Лондон–Станстед |
| UPS Airlines         | Кельн/Бонн, Східний Мідландс                          |

## Статистика
|      | Пасажирообіг | Авіатрафік |
| ---- | ------------ | ---------- |
| 1985 | 1,578,000    | 36,926     |
| 1986 | 1,651,000    | 36,596     |
| 1987 | 1,852,000    | 39,603     |
| 1988 | 2,080,000    | 40,664     |
| 1989 | 2,369,000    | 47,100     |
| 1990 | 2,495,000    | 47,900     |
| 1991 | 2,343,000    | 49,700     |
| 1992 | 2,539,000    | 56,400     |
| 1993 | 2,721,000    | 58,800     |
| 1994 | 3,001,000    | 61,100     |
| 1995 | 3,280,000    | 64,000     |
| 1996 | 3,810,000    | 68,800     |
| 1997 | 4,214,919    | 99,352     |
| 1998 | 4,588,507    | 100,134    |
| 1999 | 5,119,258    | 101,226    |
| 2000 | 5,519,372    | 102,393    |
| 2001 | 6,067,333    | 112,361    |
| 2002 | 6,930,649    | 118,416    |
| 2003 | 7,481,454    | 118,943    |
| 2004 | 8,017,547    | 125,317    |
| 2005 | 8,456,739    | 127,122    |
| 2006 | 8,611,345    | 126,914    |
| 2007 | 9,047,558    | 128,172    |
| 2008 | 9,006,702    | 125,550    |
| 2009 | 9,049,355    | 115,969    |
| 2010 | 8,596,715    | 108,997    |
| 2011 | 9,385,245    | 113,357    |
| 2012 | 9,195,061    | 110,288    |
| 2013 | 9,775,443    | 111,736    |
| 2014 | 10,160,004   | 109,545    |
| 2015 | 11,114,587   | 115,286    |
| 2016 | 12,348,425   | 122,220    |
| 2017 | 13,410,256   | 128,675    |
| 2018 | 14,310,403   | 130,016    |
| 2019 | 14,747,830   | 131,617    |

Див. джерело запитів Вікіданих та джерела.

## Наземний транспорт

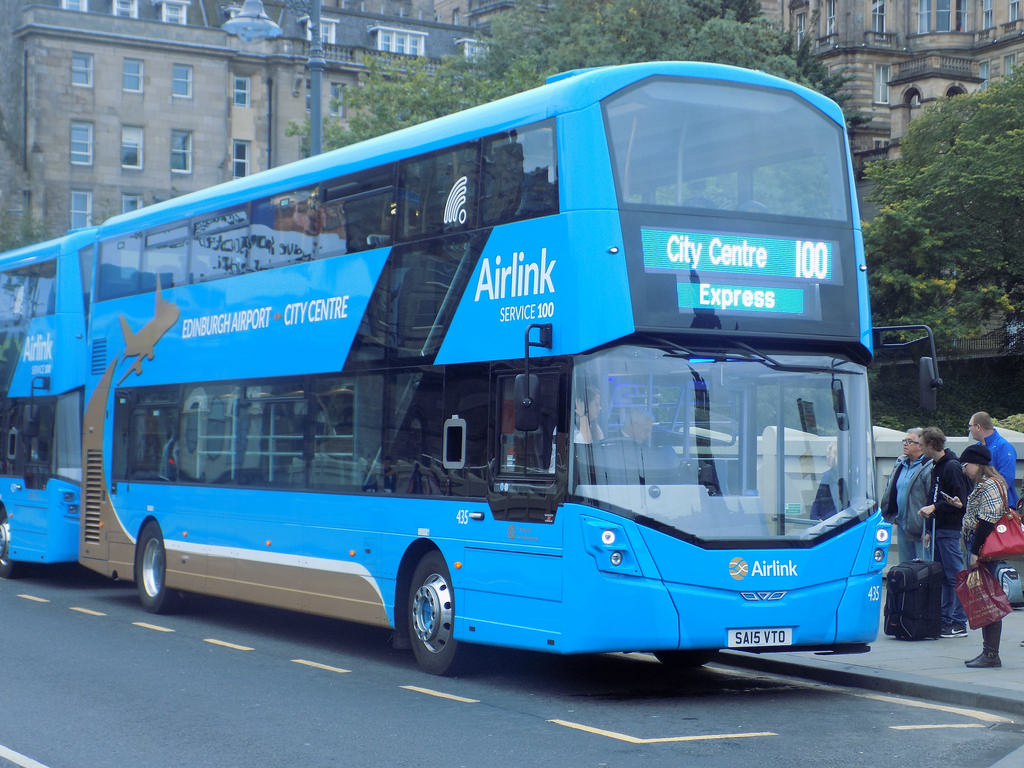
Airlink 100 на Вейверлі-бридж

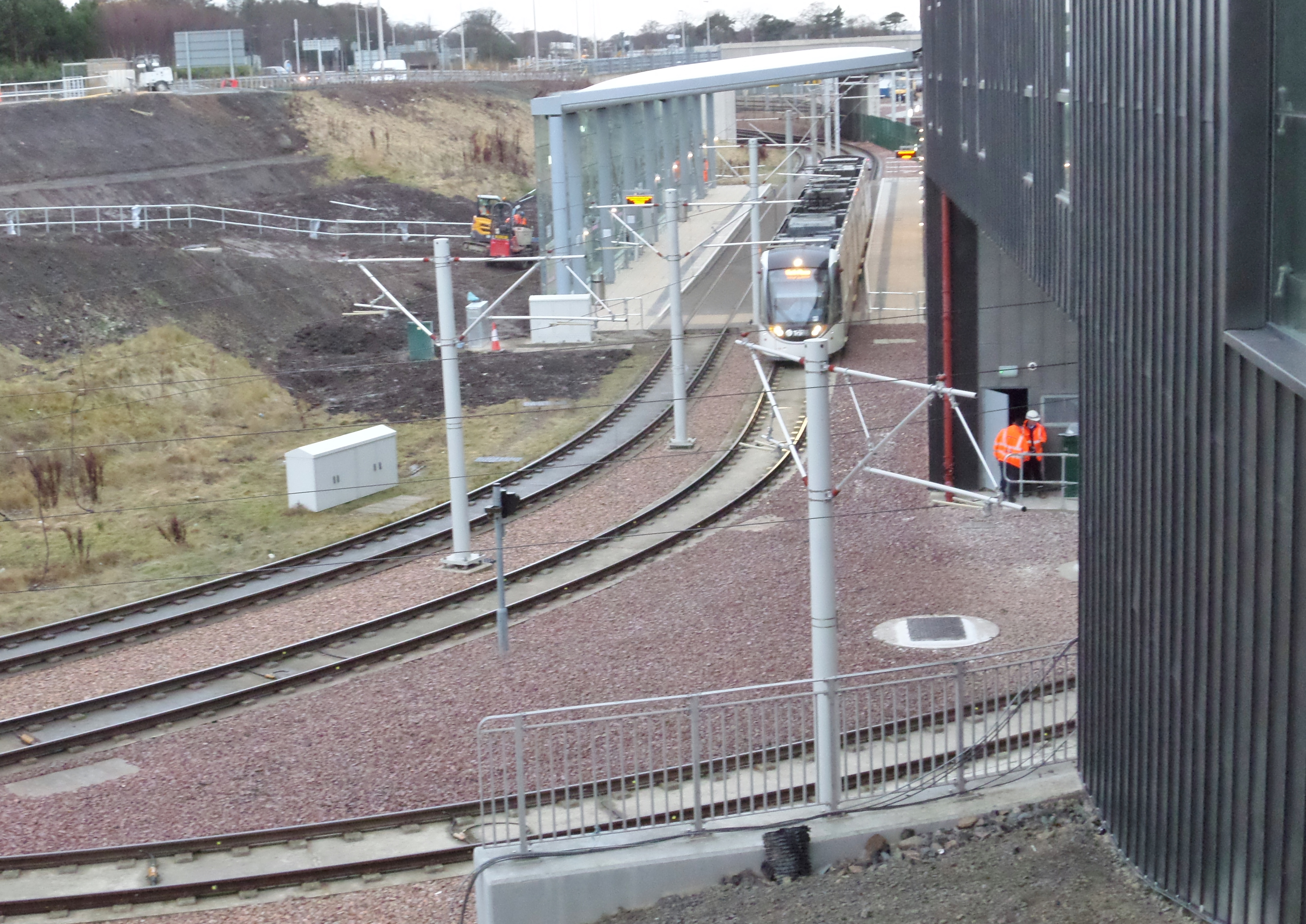
Станція Единбург-гейтвей

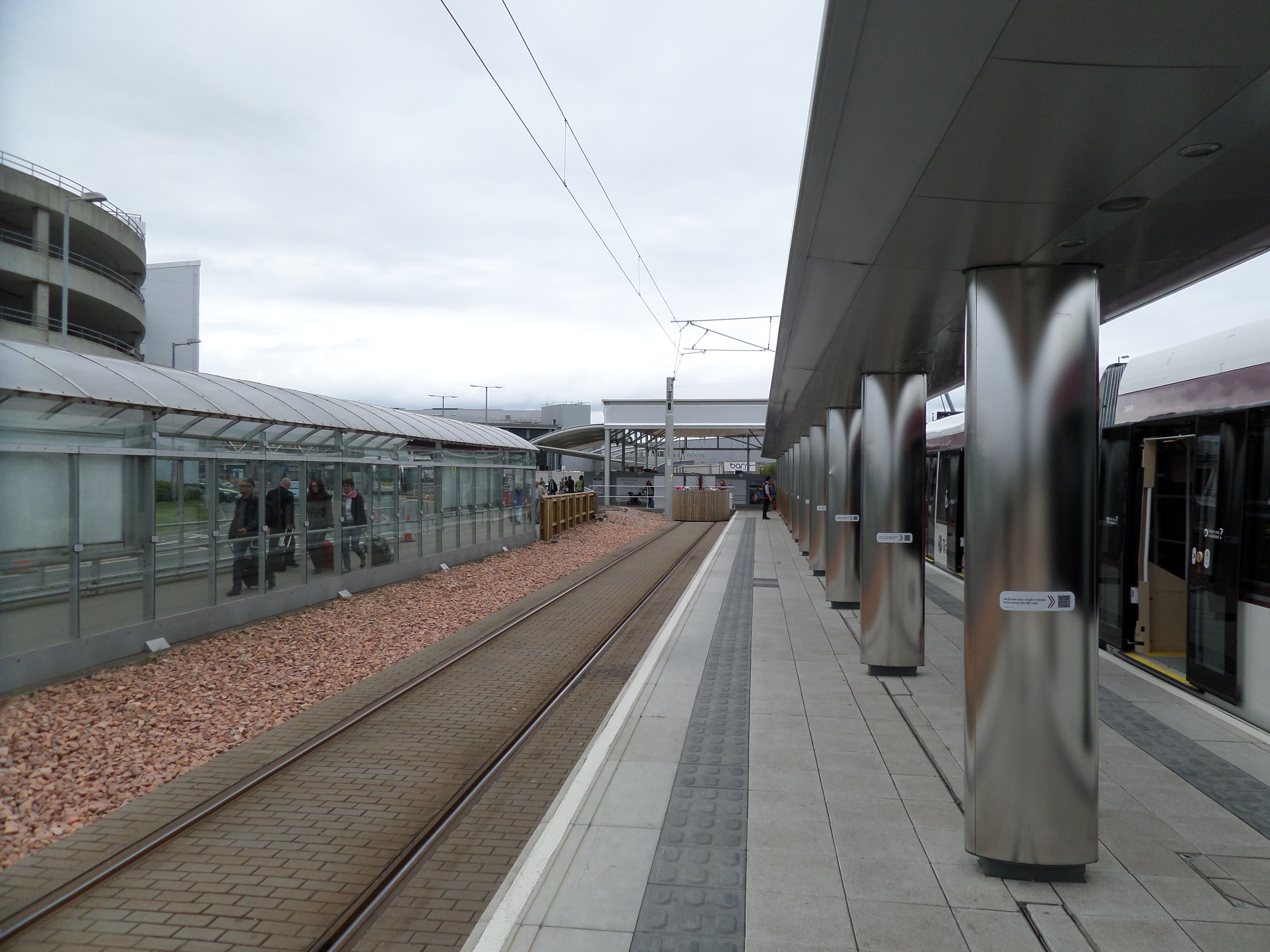
Зупинка Единбурзького трамавая

### Автобус
Наступні автобусні оператори забезпечують сполучення з аеропортом:
- Lothian Buses[en]:[13]
  - Airlink 100 — експрес—автобус до/з центру міста.
  - Skylink 200 — між аеропортом Единбург та Північним Единбургом.
  - Skylink 300 — між аеропортом Единбург та Літ.
  - N22 — Нічні автобуси до центру міста та Літ.
- First Scotland East[en]:[14]
  - 21А — сполучення між Единбурзьким аеропортом та містами Батгейт, Броксберн, Фаулдум, Лівінгстон та Вітберн.
- Stagecoach East Scotland[en]:[15]
  - JET 747 — сполучення між аеропортом Единбург та кількома перехоплюючими автостоянками, залізничною станцією Інверкітинг[en] та Данфермлін.
- Scottish Citylink[en]:[16]
  - Citylink Air — експрес-автобус до/з аеропорту Единбург з центром міста Глазго.

### Автострада
Аеропорт розташований на дорозі A8 , до якої легко дістатися на автомагістралі M8 та автомагістралі M9. Від аеропорту також легко дістатися до автомагістралі M90 через перехрестя Квінсферрі.

### Трамвай
Аеропорт обслуговує трамвай Единбурга. Лінія прямує з аеропорту через західні передмістя Единбурга, до центру міста.